# Золтан Бай

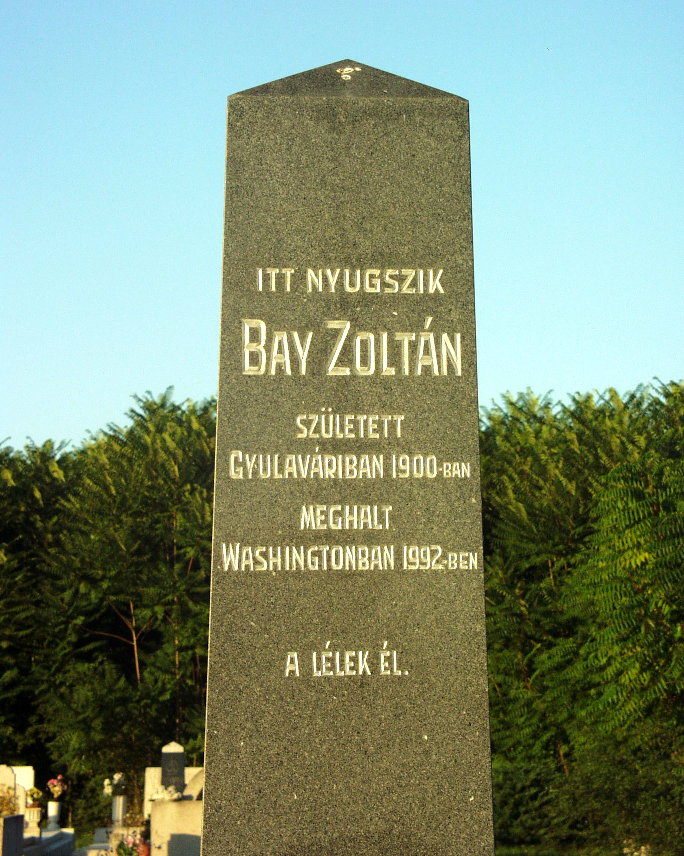
Надгробок Золтана Бая (Дьюла, Угорщина)

Золтан Лайош Бай (24 липня 1900 , Дьюла, Бекеш  — 4 жовтня 1992 , Вашингтон ) — угорський фізик, професор, інженер, винахідник технології використання мікрохвильового випромінювання, у тому числі вольфрамових ламп. Був другою людиною, що спостерігала ехо радара від Місяця. З 1930 року працював в Сегедському університеті професором теоретичної фізики.
1923 року в Tungsram Ltd. було засновано дослідницьку лабораторію для покращення джерел світла, перш за все електричних ламп. Керівником лабораторії був Іґнац Пфейфер, до штату дослідників якого входив Золтан Бай, а також Тівадар Міллнер, Імре Броді, Дьордь Сіґеті, Ернє Вінтер та багато інших.
Дьердь Сіґеті працював разом з Золтаном Баєм над лампами з парами металів та флуоресцентними джерелами світла. Вони отримали патент США на «Електролюмінесцентні джерела світла» («Electroluminescent light sources»), зроблені з карбіду силіцію; ці джерела світла були предками світлодіодів (LED).
1998 року Ізраїль визнав його одним з праведників народів світу та додав його ім'я в Яд Вашемі.